# Anton Flettner

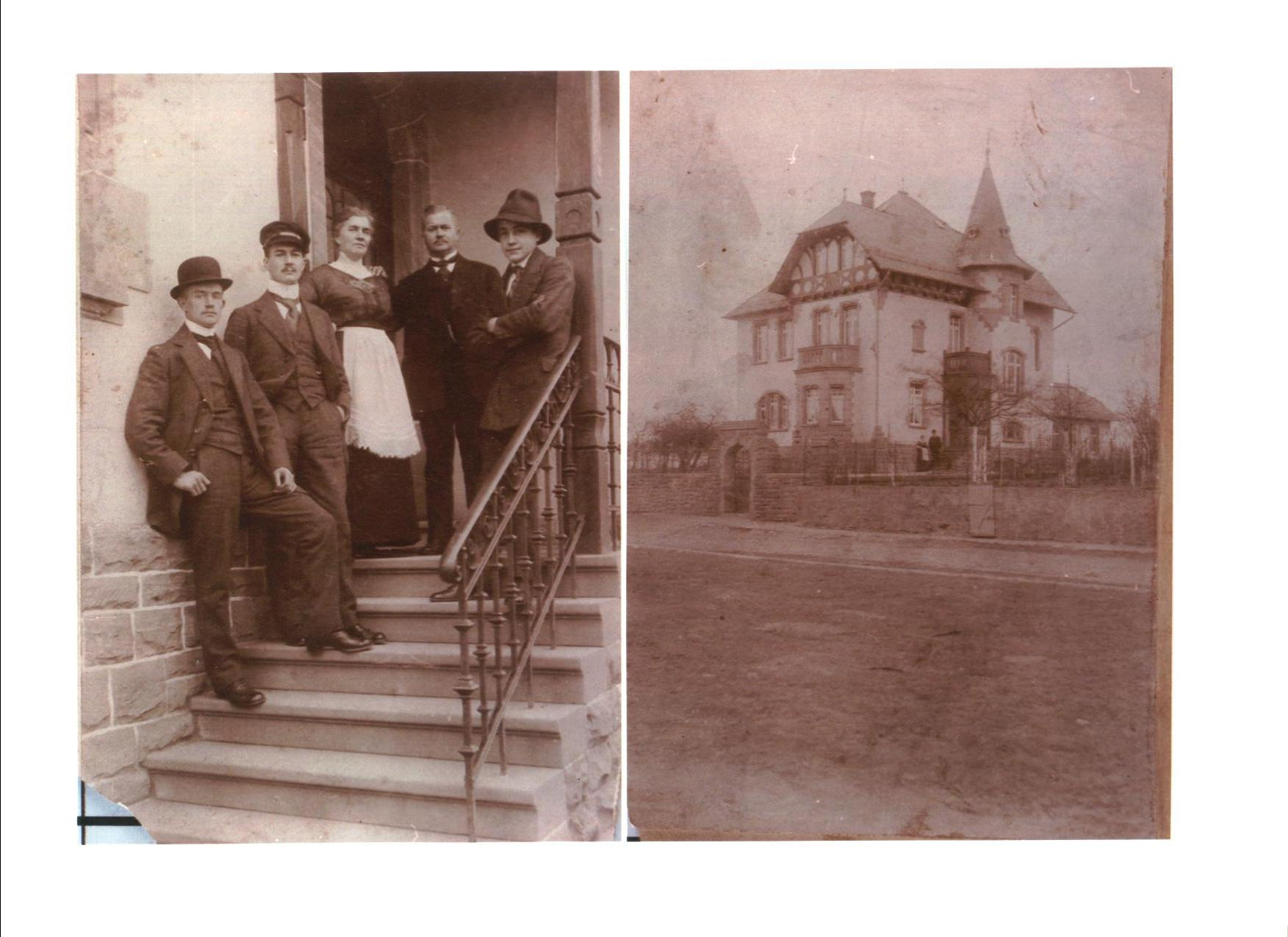
Anton Flettner (úplně napravo), v pravé části snímku rodný dům

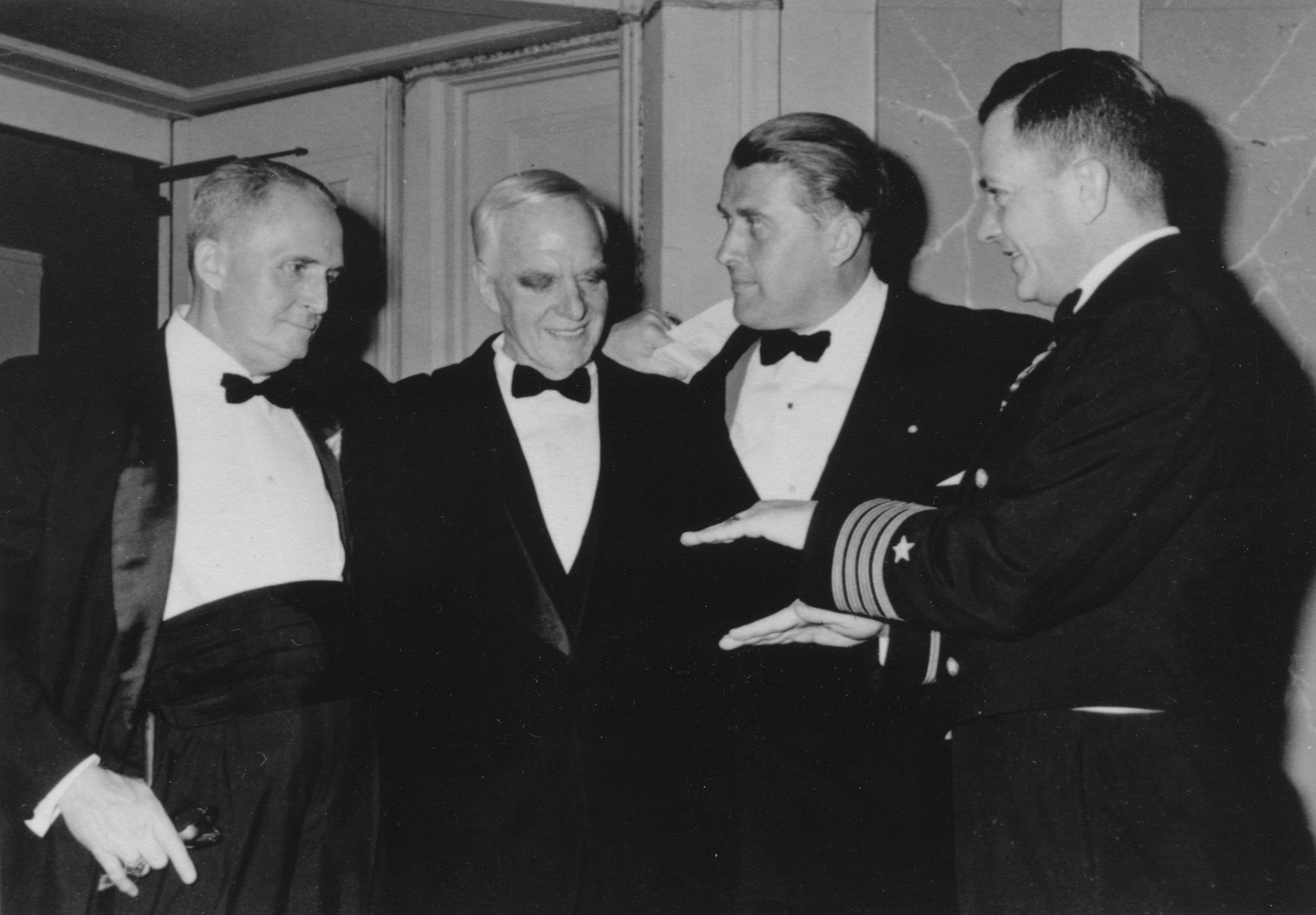
A. Flettner (druhý zleva) s Wernherem von Braunem

Anton Flettner (1. listopadu 1885, Eddersheim, dnes část města Hattersheim am Main – 29. prosince 1961, New York, USA) byl německý konstruktér a vynálezce.
Jeho práce znamenaly velký přínos v konstrukci letadel, helikoptér ale i lodí a automobilů.
Po druhé světové válce byl v roce 1947 dopraven v rámci operace Paperclip do New Yorku. Zde pracoval jako konzultant úřadu pro námořní výzkum Námořnictva USA. Stal se posléze šéfkonstruktérem letecké firmy Kaman Aircraft a pokračoval v návrzích helikoptér s dvojitým nosným rotorem s prolínajícími se listy (anglický termín je „synchropter“).